# Gasparia edwardsi
Gasparia edwardsi är en spindelart som beskrevs av Forster 1970. Gasparia edwardsi ingår i släktet Gasparia och familjen Desidae. Inga underarter finns listade i Catalogue of Life.